# Joan Comalat i Vilà
Joan Comalat i Vilà (Banyoles, 1953) és periodista, fotògraf, artista i arquitecte tècnic, cosí de l'artista Lluís Vilà Vendrell.
De formació fotogràfica autodidàctica, va cursar estudis a l'Escola Tècnica d'Alta Fotografia de Madrid, al Centre Internacional de Fotografia de Nova York i un taller sobre fotografia digital als laboratoris EGM de Barcelona. És cofundador i codirector de la Galeria Spectrum de Girona juntament amb Ramon Panosa i Joaquim Bosch (1980-1983), cap de fotografia del Punt Diari des de la seva fundació, l'any 1979, fins al març de l'any 1985. El 1987 va deixar el càrrec per dedicar-se ha publicat fotografies a diferents mitjans de comunicació escrits nacionals i internacionals. Al llarg de la seva trajectòria professional destaca la col·lecció personal de Salvador Dalí, la seva dedicació per a la pintura "abstracta", les publicacions de captacions d'un jove reporter, Fotoperiodisme i creació visual al Pla de l'Estany.